# امتان
امتان (به عربی: إمتان) یک منطقهٔ مسکونی در سوریه است که در شهرستان صلخد واقع شده‌است.

## خصوصیات
امتان ۲٬۴۹۵ نفر جمعیت دارد و ۱٬۱۸۹ متر بالاتر از سطح دریا واقع شده‌است.